# Ivana Banfić
Ivana Banfić (Zagabria, 16 novembre 1969) è una cantante e ballerina croata.

## Biografia
Ivana Banfić Nasce in una famiglia di musicisti e già a quattordici anni segue tutti i più conosciuti cantanti croati. A diciassette anni studia canto classico, ma l'anno successivo vira verso la registrazione di un disco in stile techno come prima cantante dance croata.
Nel 1994 debutta sotto lo pseudonimo I BEE con il CD Istinite priče vol. 1 che arriva ai primi posti di tutte le radio locali, guadagnandosi così una discreta fama tra il pubblico. Il brano Šumica ("Boschetto") diventa molto famoso e Banfić lo ricanterà in molte occasioni facendo anche dei remix.
Nel 1995 debutta con un altro CD Mala Škola ABC ("La primina ABC") in cui ci sono brani abbastanza spinti in cui vengono cantanti versi come Prvo sam te ljubila najviše na svijetu a sad ċu ti popušiti zadnju cigaretu! ("Prima ti baciavo più di chiunque al mondo, mentre adesso ti fumo l'ultima sigaretta"), facendo allusioni al pene. In questo CD viene cantata anche Šumica 2, il prosieguo del fortunato brano. Cigarete ("Le sigarette"), invece, diventa uno dei suoi brani dance più conosciuti.
Ritorna in scena con Bogovi su pali na tjeme ("Gli dèi sono caduti sul cocuzzolo") in cui ci sono anche le canzoni Dream e Nag che canta in duetto con Dino Dvornik. Debutta anche al festival di Spalato dove canta Fatamorganaurokana.
Dopo una fase di ristagno esce il singolo Ko bi doli (in dialettale "Chi ci starebbe giù") come preambolo di un album che avrebbe dovuto chiamarsi Stvari koje znam ("Le cose che so") ma poi tramuta nome in Kalypso. La canzone Navigator diventa il successo dell'estate in Croazia; arriva poi un remix della canzone Šumica.
Dopo una nuova fase di ristagno torna in scena con Imam te ("Ti ho"). Questo diventa una delle canzoni cardine della carriera della Banfić. Scala tutte le classifiche croate, vince tre volte il premio "Zlatini Gong", vince il secondo premio come "hit dell'estate 1999", rappresenta la Croazia e vince il terzo posto nel OGAE festival. Questa canzone diventerà famosa anche in molti paesi dell'estero, Germania e Regno Unito saranno i primi, ma poi anche negli Stati Uniti.
Imam te è registrato sull'album Žena devedesetih ("La donna degli anni '90") e al festival di Spalato canta Sad ("Adesso") scritta da Gibonni.
Dopo il megahit di Godinama ("Negli anni") si cimenta per ricantare un vecchio successo nella ex-Jugoslavia di Dino Čoliċ Pjevam danju, pjevam noċu ("Canto di giorno, canto di notte") che viene pubblicato nell'album Ona zna ("Lei sa").
La Banfić poi, avendo trascorso parte della gioventù in Svizzera, sa parlare bene il tedesco e l'inglese e specie quest'ultimo le servirà per debuttare a livello mondiale.
Incide anche i dischi Glamour e Otisak prsta", cantando numerose canzoni che diventeranno successi. La sua canzone Kad se sklope kazaljke ("Quando si sovrappongono le lancette") viene proposta come canzone rappresentativa per la Croazia al Eurovision Song Contest 2006, ma poi venne scelta la canzone Moja štikla della cantante Severina.